# Parc Nacional del Banc d'Arguin
El Parc Nacional de Banc d'Arguin (francès: Parc national du banc d'Arguin) de la badia d'Arguin es troba a l'Àfrica occidental, a la costa oest de Mauritània, entre Nouakchott i Nouadhibou. Està inscrit en la llista del Patrimoni de la Humanitat des del 1989.
És un lloc important de reproducció per a les aus migratòries, incloent-hi flamencs, territ becadell, pelicans i gavines. També s'hi poden trobar diverses espècies de tortugues marines i dofins, usats pels pescadors per atraure bancs de peixos. El parc conté dunes, aiguamolls, petites illes i aigües costaneres poc profundes. L'austeritat del desert i la biodiversitat de la zona marítima donen lloc a un paisatge d'un contrast excepcional.

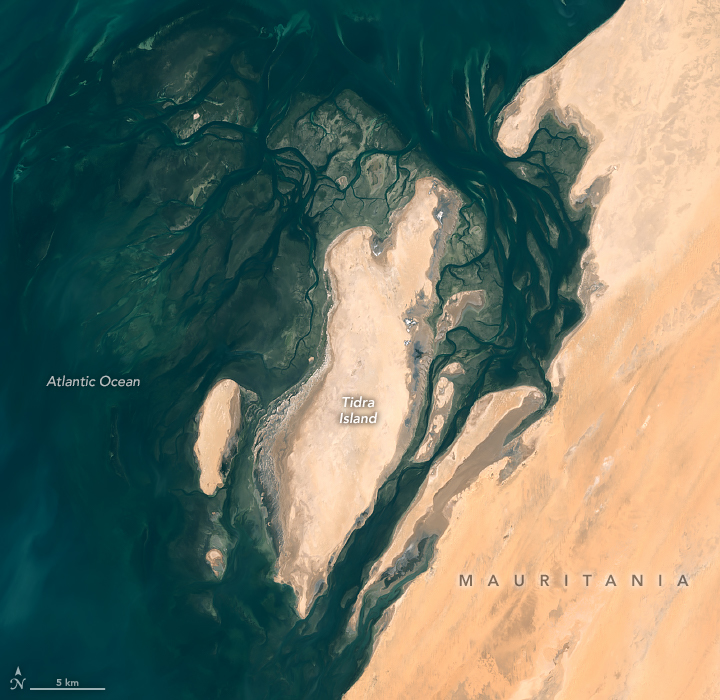
Banc d'Arguin des de l'òrbita, 2019

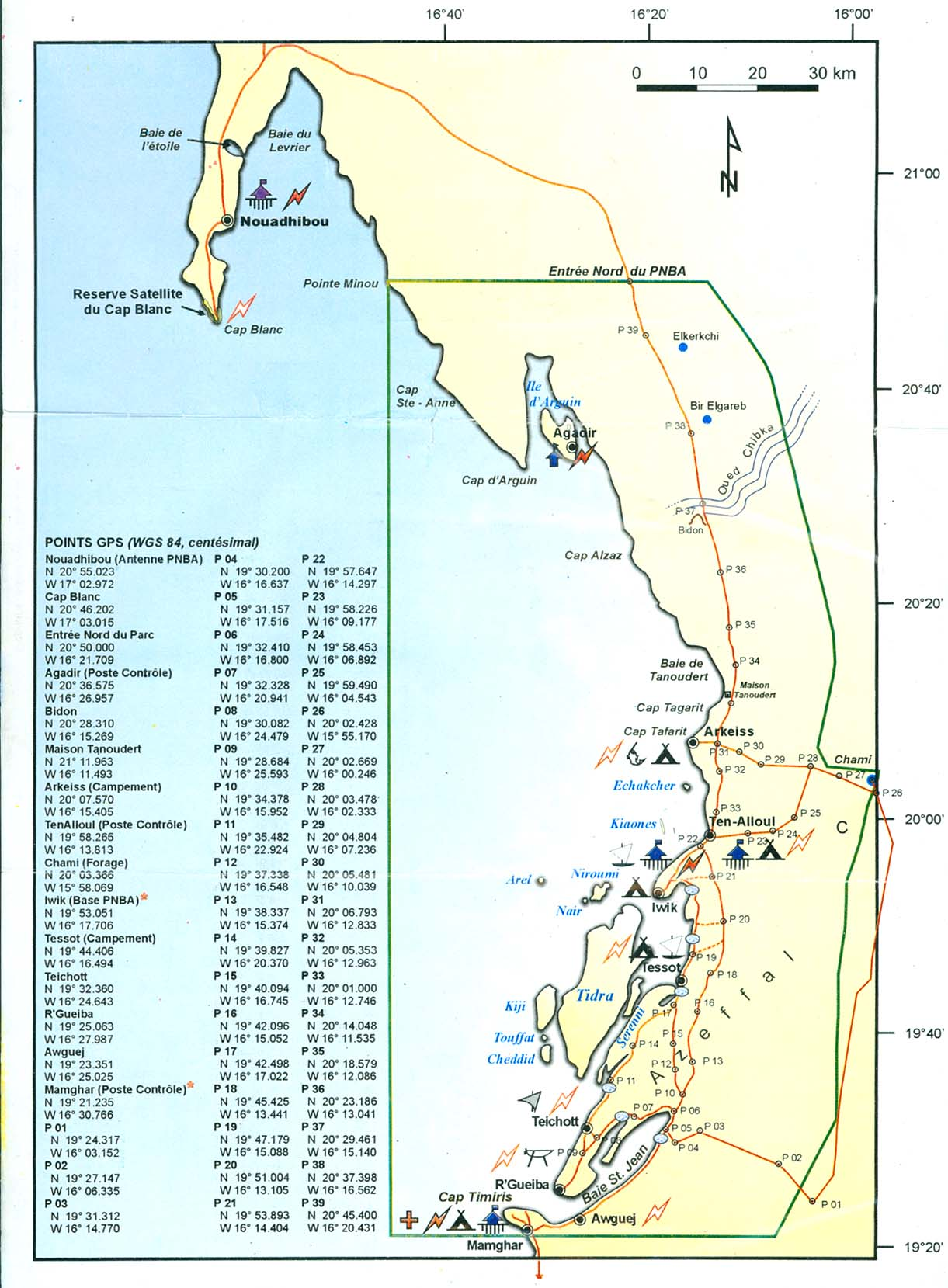
Mapa del Banc d'Arguin incloent l'illa de Tidra i Arguin

El Parc Nacional del Banc d'Arguin és una reserva natural que es va constituir l'any 1976 per protegir tant els recursos naturals com les valuoses pesqueries, que contribueix de manera significativa a l'economia nacional, així com a jaciments geològics de gran valor científic i estètic d'interès i per a l'esbarjo del públic en general.
Les grans extensions de fangs del parc ofereixen una llar a més d’un milió d'ocells litorals migrants del nord d'Europa, Sibèria i Groenlàndia. El clima suau de la regió i l'absència de pertorbacions humanes fan del parc un dels llocs més importants del món per a aquestes espècies. La població d'ocells nidificants també destaca pel seu gran nombre i diversitat. Entre 25.000 i 40.000 parelles pertanyents a 15 espècies, constitueixen les colònies d'aus aquàtiques més grans de l'Àfrica occidental.

## Conservació

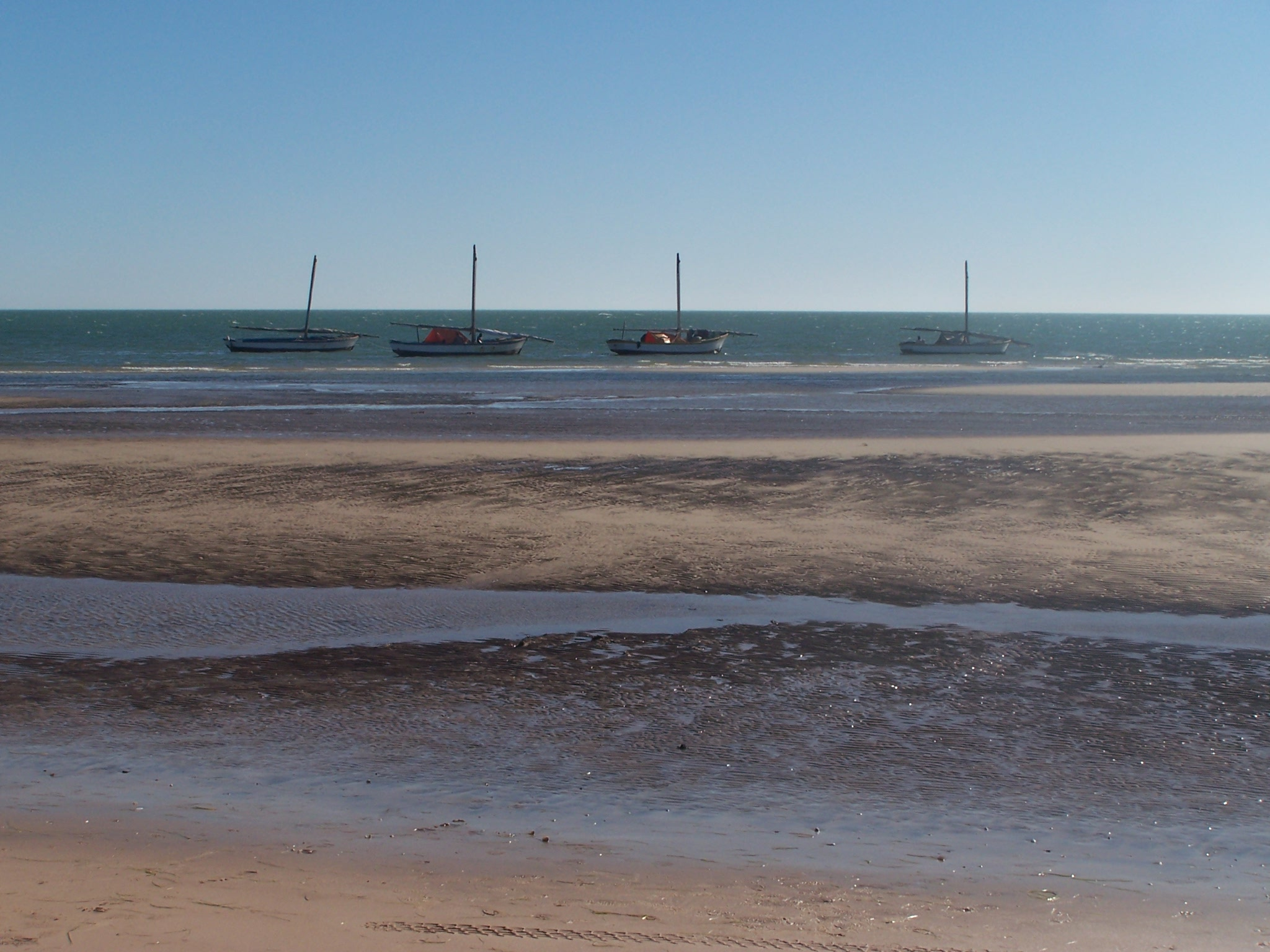
Barques de pesca al Banc d'Arguin

Les extenses planes intermareals del Parc Nacional del Banc d'Arguin s'aixopluguen als llits d'herbes marines més verges del planeta. L'impacte humà encara és al seu mínim en comparació amb els altres sistemes intermareals al llarg de la ruta migratòria de l'Atlàntic Est. Només una petita comunitat indígena pot pescar als límits del Parc amb tècniques i eines relativament primitives. No es permeten embarcacions motoritzades a la zona. Durant l'última dècada, però, el mercat internacional del tauró/raig va arribar al PNBA. Els locals comencen a apuntar-se a aquestes espècies encara que no està permès. Potser és el problema més difícil que s'enfronta a la conservació del parc.

## Població
La població local està formada per uns 500 membres de la tribu Imraguens que viuen en set pobles dins del parc. Basen la seva economia en la pesca de subsistència amb mètodes tradicionals.

## Fauna
El parc acull una de les comunitats d'aus piscívores més diversificades del món. S'han registrat almenys 108 espècies d'ocells, que representen tant els regnes paleàrtics com els afrotropicals. Els ocells litorals hivernants superen els tres milions i inclouen el flamenc rosat (Phoenicopterus roseus), el corriol anellat gros (Charadrius hiaticula), el pigre gris (Pluvialis squatarola), el territ gros (Calidris canutus), la gamba roja comuna (Tringa totanus) i el Tètol cuabarrat (Limosa).).
Juntament amb les regions del nord com la badia de Cintra i la península de Dakhla, la zona és un dels llocs d'hivernació més importants per al Becplaner comú (Platalea leucorodia leucorodia). Els ocells reproductors inclouen el pelicà blanc (Pelecanus onocrotalus), el corb marí de canya (Phalacrocorax africanus), el curroc (Gelochelidon nilotica), el xatrac gros (Hydroprogne caspia), el xatrac reial (Sterna maxima) i el xatrac comú (Sterna hirundo), juntament amb diversos espècies o subespècies de distribució africana, com ara el bernat pescaire (Ardea cinerea monicae) i la espatula eurasiàtica (Platalea leucorodia balsaci) i el martinet dels esculls (Egretta gularis).
Per als mamífers marins, les espècies en perill d'extinció es poden veure aquí durant tot l'any; per exemple, les foques monjos mediterrànies, els dofins geperuts de l'Atlàntic i els dofins mulars. Altres espècies que s'hi poden veure són l'orca, les orques, el cap d'olla negre, el cap d'olla gris, els dofins (comuns, de dents rugoses). També es coneix que els rorquals comuns i les marsopes marines visiten la zona. Possiblement també s'acostumaven a veure-hi espècies de balenes molt costaneres, com ara les balenes francas de l'Atlàntic Nord i les balenes grises de l'Atlàntic ara extintes. Altres misticets possiblement es produeixen aquí inclouen; iubarta, rorqual boreal, rorqual blau, rorqual de Bryde, tal com s'han vist tant a les aigües costaneres com a la costa.
El Banc d'Arguin és ric en peixos i el rar fals tauró només es coneix d'aquesta regió.

## Flora
El surf i els bancs de sorra canviants caracteritzen tota la longitud de la costa. La península de Ras Nouadhibou (abans Cap Blanc), que forma Dakhlet Nouadhibou (antiga badia de Lévrier) a l'est, fa cinquanta quilòmetres de llargada i fins a tretze quilòmetres d'amplada. La península està dividida administrativament entre el Marroc (vegeu Glossari) i Mauritània, amb el port de Mauritània i el cap de ferrocarril de Nouadhibou situats a la riba oriental (vegeu la fig. 11). Dakhlet Nouadhibou, un dels ports naturals més grans de la costa oest d'Àfrica, té quaranta-tres quilòmetres de llarg i trenta-dos d'ample en el seu punt més ample. A cinquanta quilòmetres al sud-est de Ras Nouadhibou hi ha Arguin. El 1455 es va establir a Arguin la primera instal·lació portuguesa al sud del cap Bojador (a l'actual Sud del Marroc). Més al sud hi ha l'únic promontori important de la costa, el cap Timiris, de set metres d'alçada. Des d'aquest cap fins a la zona pantanosa al voltant de la desembocadura del riu Senegal, la costa és regular i només marcada per alguna duna alta ocasional.
A les dunes costaneres la vegetació és rara. Al peu de les carenes, però, es poden trobar grans arbustos de tamaris, acàcies nanes i oronetes. A la regió central creix una mica d'herba alta, barrejada amb Impatiens, eufòrbia i arbustos espinosos. El nord té poca vegetació.

## Clima
La Zona Costanera, o Zona Subcanària, s'estén al llarg de la costa atlàntica d'aproximadament 754 quilòmetres de llargada. Els alisis oceànics dominants de les illes Canàries modifiquen la influència de l'harmattan, produint un clima humit però temperat. Les pluges aquí són mínimes; a Nouadhibou fa una mitjana de menys de tres centímetres anuals i es produeix entre juliol i setembre. Les temperatures són moderades, variant de les màximes mitjanes de 28 °C i 32 °C per Nouadhibou i Nouakchott, respectivament, amb uns mínims de 16 °C i 19 °C.

## Geologia
El perfil deposicional del nord del Parc Nacional del Banc d'Arguin descriu una plataforma de capçalera plana, sobre la qual es van desenvolupar extensos dipòsits de carbonat en gran part a profunditats d'aigua <10 metres sota el nivell del mar. Àmplies zones del Parc Nacional del Banc d'Arguin estan cobertes per sediments mixtos carbonat-siliciclàstics dominats per percebes i restes de mol·luscs més siliciclastics eòlics barrejats. Aquests sediments s'acumulen en bancs extensos, causant ocasionalment profunditats d'aigua per sota dels 5 m diverses desenes de quilòmetres al mar de la línia costanera actual. La vora del banc forma un pas morfològic pronunciat, que s'aprofundeix sobtadament de 10-20 m fins a 30-50 m, i separa els entorns de la plataforma interior (<5-10 m; banc de carbonat) dels de la plataforma exterior. Els conjunts formats per foraminífers i mol·luscs bentònics i acumulacions de closques bivalves monoespecífiques amb llim eòlic barrejat caracteritzen la coberta de la plataforma a la plataforma exterior.
A la plataforma més externa central i meridional, els materials quarsos de la mida del llim formen cossos confinats coneguts com les falques de fang d'Arguin i Timiris. Aquests dipòsits van començar a formar-se amb inundacions transgressives a principis de l'Holocè i han crescut contínuament i ràpidament durant els darrers 9 anys. Localment, els dipòsits de falca de fang estan incisos per barrancs i canyons cap al trencament de la plataforma que es troba a uns 80-110 m. El Golf d'Arguin més al sud descriu un perfil de rampa homoclinal amb vastes planes intermareals al voltant de l'illa de Tidra.

## Història

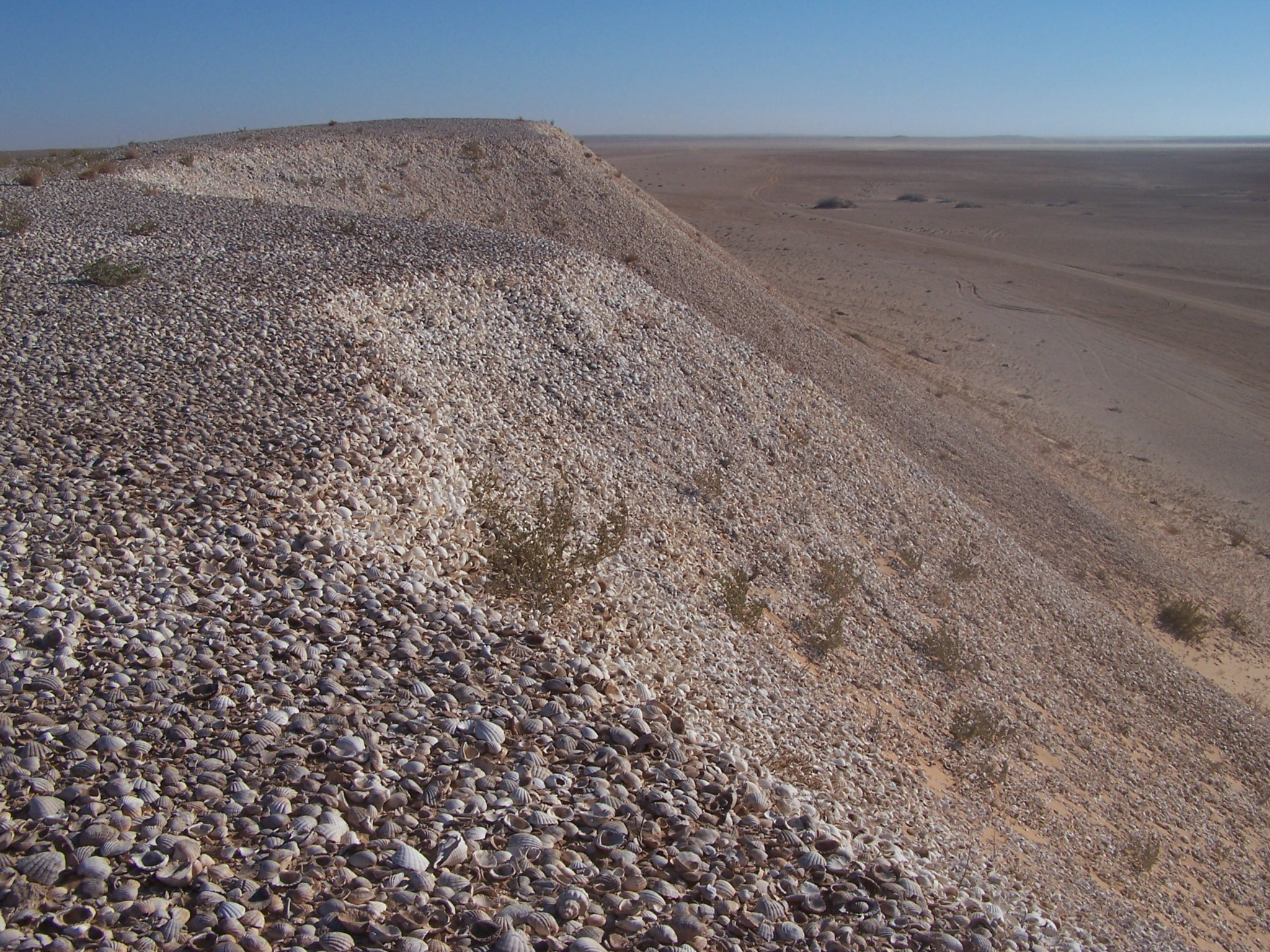
Sambaqui de diversos quilòmetres de llargada i desenes de metres d'alçada demostrant un intens ús prehistòric de la zona

A causa de la seva rica pesca i la seva ubicació estratègica, el territori ha estat molt cobejat i disputat per les potències colonials europees de Portugal, França, Anglaterra, Brandenberg/Prússia i Holanda.
| 1445 – 5 de febrer de 1633                 | Domini portuguès (Arguim).                         |
| 5 de febrer de 1633 - 1678                 | Domini holandès (breu ocupació anglesa el 1665).   |
| 1 de setembre de 1678 - setembre de 1678   | ocupació francesa.                                 |
| setembre de 1678                           | Abandonat.                                         |
| 5 d'octubre de 1685 – 7 de març de 1721    | Domini de Brandenburg (a partir de 1701, prussià). |
| 7 de març de 1721 – 11 de gener de 1722    | domini francès.                                    |
| 11 de gener de 1722 – 20 de febrer de 1724 | domini holandès.                                   |
| 20 de febrer de 1724 – març de 1728        | domini francès.                                    |

- El naufragi de Medusa – La Medusa va ser una fragata francesa que va encallar amb la marea alta davant del Banc d'Arguin el 2 de juliol de 1816.

Una escena inspirada en el relat dels supervivents Alexandre Corréard i Jean-Baptiste-Henri Savigny va ser objecte d'una pintura l'any 1819 de Théodore Géricault anomenada "El rai de la Medusa", que es mostra al Museu del Louvre de París, França.

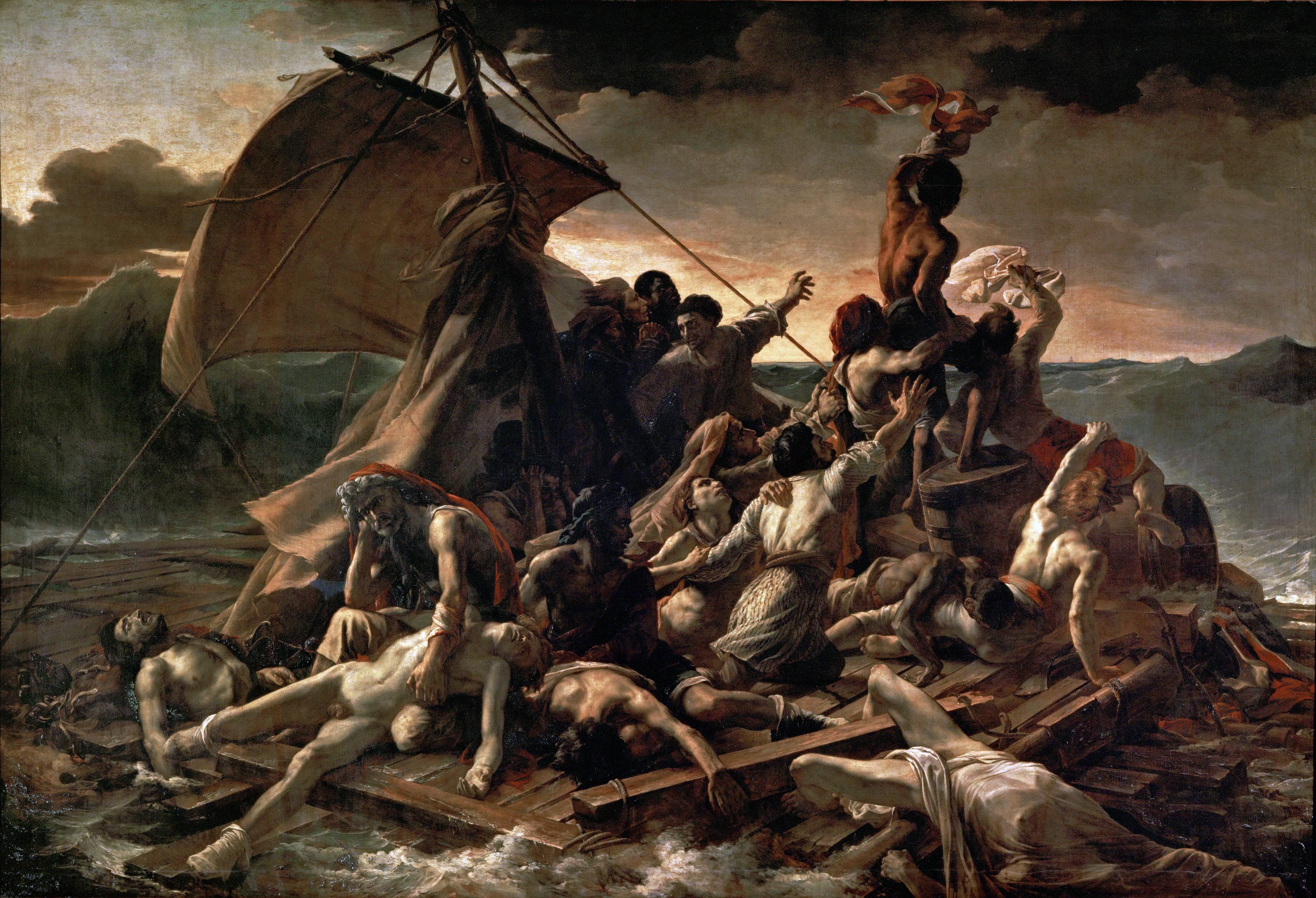
a, Théodore Géricault

Malgrat la dominació almoràvit d'Espanya als segles xi i xii, sembla que hi ha poques evidències de contacte durant aquesta època entre Mauritània i Europa. La costa inhòspita de Mauritània va continuar dissuadint els viatgers fins que els portuguesos van començar les seves exploracions africanes al segle XV. Atrets per llegendes de gran riquesa als regnes interiors, els portuguesos van establir un fort comercial a Arguin, al sud-est de Cap Blanc (actual Ras Nouadhibou), el 1455. El rei de Portugal també va mantenir un agent comercial a Ouadane a l'Adrar en un intent de desviar l'or viatjant cap al nord en caravana. Tenint només un lleuger èxit en la seva recerca d'or, els portuguesos es van adaptar ràpidament al comerç d'esclaus. A mitjans del segle xv, fins a 1.000 esclaus a l'any eren exportats d'Arguin a Europa i a les plantacions de sucre portugueses a l'illa de São Tomé, al golf de Guinea.
Amb la fusió de les corones portuguesa i espanyola el 1580, els espanyols es van convertir en la influència dominant al llarg de la costa. El 1638, però, van ser substituïts pels holandesos, que van ser els primers a començar a explotar el comerç de la goma aràbiga. Produïda per les acàcies de Trarza i Brakna i utilitzada en l'estampació de patrons tèxtils, aquesta goma aràbiga es considerava superior a la que s'obtenia anteriorment a Aràbia. El 1678 els francesos havien expulsat els holandesos i havien establert un assentament permanent a Saint Louis, a la desembocadura del riu Senegal, on la Companyia francesa del riu Senegal (Companyia del Senegal) havia estat negociant durant més de cinquanta anys.
Els maures, amb qui els europeus negociaven, consideraven les constants rivalitats entre les potències europees un signe de debilitat, i ràpidament van aprendre'n els beneficis. Per exemple, van acordar simultàniament donar monopolis als francesos i als holandesos. Els maures també es van aprofitar dels europeus sempre que va poder, de manera que quan els francesos van negociar amb l'emir de Trarza per aconseguir el monopoli del comerç de goma aràbiga, l'emir a canvi va exigir un nombre considerable de regals. Així va començar el costum, un pagament anual que esperaven els maures per fer negocis amb un govern o una empresa. El 1763 els britànics havien expulsat França de la costa d'Àfrica Occidental, i França va recuperar el control només quan el Congrés de Viena el 1815 va reconèixer la sobirania francesa sobre la costa de l'Àfrica Occidental des del Cap Blanc al sud fins al Senegal.